# Walk On
Walk On är ett musikalbum av det amerikanska rockbandet Boston. Det är deras fjärde album och släpptes 1994, åtta år efter deras förra album Third Stage.

## Låtar
Alla låtar är skrivna av Tom Scholtz, om inget annat anges.
1. "I Need Your Love" (Tom Scholtz/Fred Sampson) – 5:34
2. "Surrender To Me" (David Sikes/Tom Scholtz/Bobby Laquidara) – 5:34
3. "Livin' For You" – 4:58
4. "Walkin' At Night" – 2:02
5. "Walk On" (Tom Scholtz/David Sikes/Brad Delp – 2:58
6. "Get Organ-ized/Get Reorgan-ized" – 4:28
7. "Walk On (Some More)" (Tom Scholtz/David Sikes/Brad Delp) – 2:55
8. "What's Your Name" – 4:28
9. "Magdalene" (Tom Scholtz/Galen Toye Foulke/David Sikes) – 5:58
10. "We Can Make It" (David Sikes/Bob Cedro/Tom Scholtz) – 5:30

## Medverkande
- Tom Scholtz – gitarr, klaviatur, bas, trummor
- Fran Cosmo – sång
- David Sikes – sång, bas
- Tommy Funderburk – sång
- Gary Pihl – gitarr
- Doug Huffman – trummor